# Balkbrug (Hardenberg)

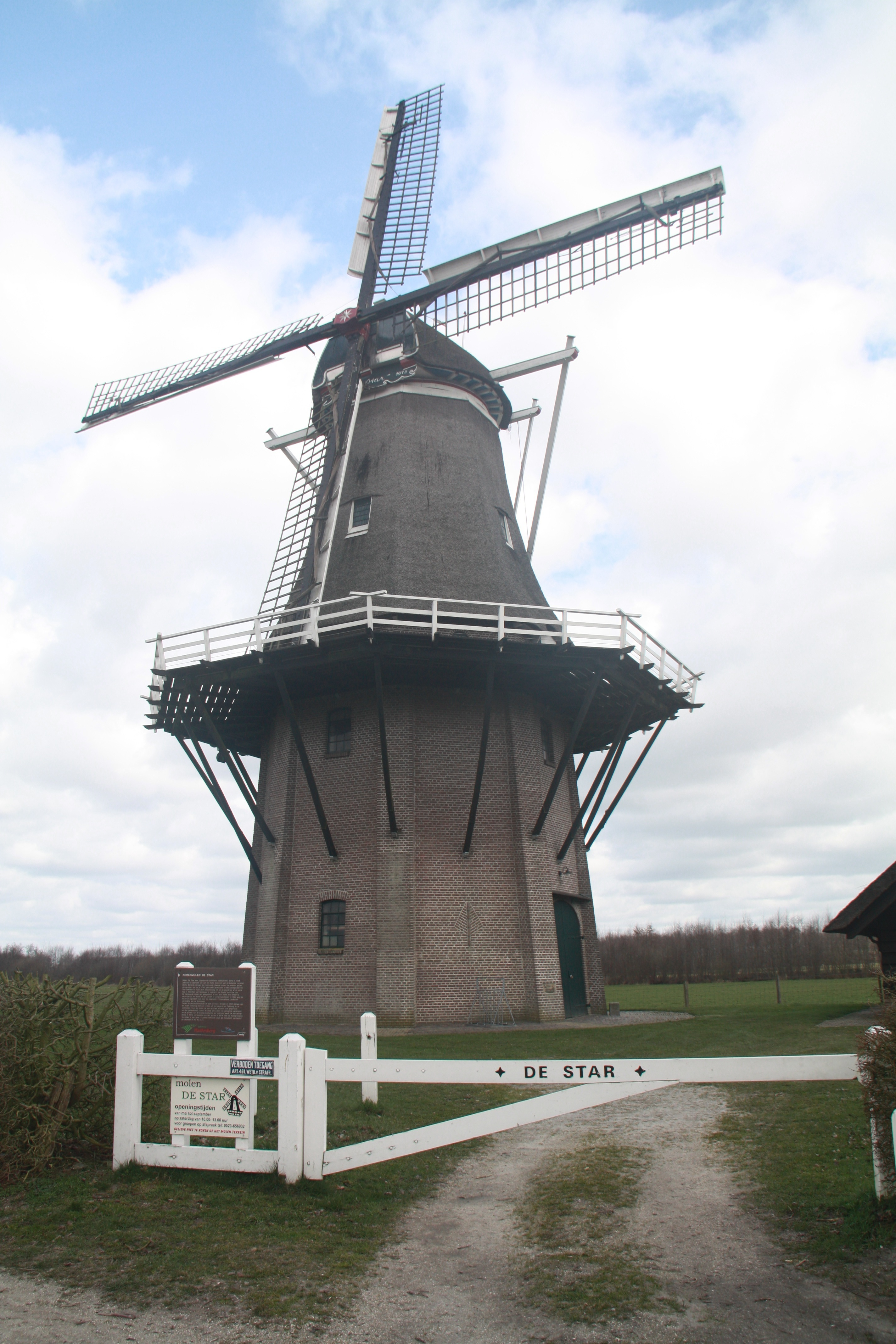
De Star

Balkbrug (Nedersaksisch: De Balk) is een dorp in de gemeente Hardenberg en telde op 1 januari 2023 ongeveer 4.000 inwoners. Voor de gemeentelijke herindeling van 2001 behoorde Balkbrug samen met Dedemsvaart en Oud Avereest tot de gemeente Avereest.

## Geschiedenis
Het dorp is ontstaan aan het kanaal de Dedemsvaart. Het dankt zijn naam aan een balk die onder een brug in dit kanaal lag. Deze balk moest voorkomen dat schepen met te grote diepgang deze brug konden passeren. Het lag ook op de kruising van deze vaarweg met de weg van Ommen naar Meppel, waardoor hier een wat grotere nederzetting kon ontstaan. Ook werd de groei van het dorp bespoedigd door het oprichten van een bedelaarskolonie van de "Maatschappij van Weldadigheid" rond 1800 op de Ommerschans ten zuiden van het dorp. In de jaren zestig is de Dedemsvaart gedempt en werd de N377 eroverheen aangelegd.
Tot 2001 viel Balkbrug onder de gemeente Avereest, die in genoemd jaar opging in de gemeente Hardenberg.

## Bereikbaarheid
In 1886 kreeg Balkbrug een stoomtramverbinding aan de lijn van de Dedemsvaartsche Stoomtramweg-Maatschappij (DSM) van Dedemsvaart dorp naar station Dedemsvaart aan de lijn Zwolle-Meppel. In 1908 groeide Balkbrug uit tot een knooppunt van stoomtramlijnen toen Spoorweg-Maatschappij Meppel - Balkbrug de dienst begon. In 1939 werd deze lijn gesloten. In 1947 sloot de eerstgenoemde lijn.

### Openbaar vervoer
Balkbrug is met het openbaar vervoer te bereiken met de volgende buslijnen:
| Lijn | Route                                        | Via                               | Vervoerder |
| ---- | -------------------------------------------- | --------------------------------- | ---------- |
| 31   | Dedemsvaart Busstation - Hoogeveen Station   | Balkbrug, Zuidwolde, Ten Arlo     | Qbuzz      |
| 217  | Zwolle Station - Dedemsvaart Zwiersstraat    | Lichtmis, Nieuwleusen, Balkbrug   | EBS        |
| 301  | Zwolle Station - Dedemsvaart De Magnolia     | Ruitenveen, Nieuwleusen, Balkbrug | EBS        |
| 669  | Balkbrug Centrum - Ommen Guido de Brèsschool | Witharen                          | EBS        |

### Autowegen
Aan de noordelijke rand van het dorp loopt de N377. De N48 richting Hoogeveen en Ommen passeert ten oosten van het dorp deze weg middels een viaduct met op- en afritten.

## Wetenswaardigheden
- In Balkbrug staat een grote molen: De Star.
- Na de sluiting van de Ommerschans bouwde de overheid op korte afstand het rijksopvoedingsgesticht Veldzicht. Dit zorgde voor de komst van ambtenaren naar het dorp en de bouw van huizen voor medewerkers van de instelling.
- Een gedeelte van Oud Avereest en Den Huizen is een beschermd dorpsgezicht.
- Het gebied deels in en direct ten zuiden van Balkbrug is ook een beschermd dorpsgezicht en omvat ook Ommerschans. Ommerschans hoort echter bij gemeente Ommen en behoort qua postcode bij Vinkenbuurt.
- Balkbrug heeft een landelijk bekend openluchtbad, het Heuveltjesbosbad.
- In 2025 viel de PostcodeKanjer van de Nationale Postcode Loterij van € 59,7 miljoen in Balkbrug.[2]

## Geboren in Balkbrug
- Werner ten Kate (1969), politicus
- Natasha Gerson (1969), schrijfster, journaliste, researcher en vertaalster